# Francuscy posłowie do Parlamentu Europejskiego 2009–2014
Francuscy posłowie VII kadencji do Parlamentu Europejskiego zostali wybrani w wyborach przeprowadzonych 7 czerwca 2009, a dzień wcześniej w niektórych terytoriach zamorskich.

## Lista posłów
Wybrani z listy Unii na rzecz Ruchu Ludowego
- Jean-Pierre Audy
- Nora Berra, poseł do PE od 16 czerwca 2012
- Philippe Boulland, poseł do PE od 15 grudnia 2010
- Sophie Auconie
- Alain Cadec
- Jean-Marie Cavada
- Arnaud Danjean
- Michel Dantin, poseł do PE do 15 czerwca 2012 i ponownie od 17 czerwca 2012[1]
- Rachida Dati
- Joseph Daul
- Gaston Franco
- Marielle Gallo
- Jean-Paul Gauzès
- Françoise Grossetête
- Brice Hortefeux, poseł do PE od 24 marca 2011
- Philippe Juvin
- Alain Lamassoure
- Agnès Le Brun, poseł do PE od 1 stycznia 2011
- Constance Le Grip, poseł do PE od 10 lutego 2010
- Véronique Mathieu
- Élisabeth Morin-Chartier
- Maurice Ponga
- Franck Proust, poseł do PE od 23 czerwca 2011
- Dominique Riquet
- Jean Roatta, poseł do PE od 7 grudnia 2011, mandat w związku z wejściem w życie traktatu lizbońskiego
- Tokia Saïfi
- Marie-Thérèse Sanchez-Schmid
- Michèle Striffler
- Christine de Veyrac
- Dominique Vlasto

Wybrani z listy Europa-Ekologia
- François Alfonsi
- Sandrine Bélier
- Malika Benarab-Attou
- Jean-Paul Besset
- José Bové
- Pascal Canfin, do 15 maja 2012 i ponownie od 3 maja 2014[2]
- Yves Cochet, poseł do PE od 7 grudnia 2011, mandat w związku z wejściem w życie traktatu lizbońskiego
- Daniel Cohn-Bendit
- Karima Delli
- Hélène Flautre
- Catherine Grèze
- Yannick Jadot
- Eva Joly
- Nicole Kiil-Nielsen
- Michèle Rivasi

Wybrani z listy Partii Socjalistycznej
- Éric Andrieu, poseł do PE od 16 maja 2012
- Pervenche Berès
- Françoise Castex
- Jean-Louis Cottigny, poseł do PE od 17 czerwca 2012
- Sylvie Guillaume
- Liêm Hoang-Ngoc
- Gilles Pargneaux
- Vincent Peillon, poseł do PE do 15 maja 2012 i ponownie od 3 maja 2014[3]
- Christine Revault d’Allonnes-Bonnefoy, poseł do PE od 9 kwietnia 2014
- Isabelle Thomas, poseł do PE od 16 maja 2012
- Patrice Tirolien
- Catherine Trautmann
- Bernadette Vergnaud
- Henri Weber

Wybrani z listy Ruchu Demokratycznego
- Jean-Luc Bennahmias
- Sylvie Goulard
- Nathalie Griesbeck[4]).
- Corinne Lepage
- Robert Rochefort
- Marielle de Sarnez

Wybrani z listy Frontu Lewicy
- Jacky Hénin
- Patrick Le Hyaric
- Jean-Luc Mélenchon
- Younous Omarjee, poseł do PE od 4 stycznia 2012
- Marie-Christine Vergiat

Wybrani z listy Frontu Narodowego
- Bruno Gollnisch
- Jean-Marie Le Pen
- Marine Le Pen

Wybrany z listy Libertas
- Philippe de Villiers

Byli posłowie VII kadencji do PE
- Damien Abad (wybrany z listy UMP), do 16 czerwca 2012
- Kader Arif (wybrany z listy PS), do 15 maja 2012
- Michel Barnier (wybrany z listy UMP), do 9 lutego 2010
- Dominique Baudis (wybrany z listy UMP), do 22 czerwca 2011
- Christophe Béchu (wybrany z listy UMP), do 31 grudnia 2010
- Jean-Jacob Bicep (wybrany z listy Europa-Ekologia), od 16 maja 2012 do 2 maja 2014[5]
- Harlem Désir (wybrany z listy PS), do 8 kwietnia 2014
- Estelle Grelier (wybrany z listy PS), do 16 czerwca 2012
- Pascale Gruny (wybrana z listy UMP), do 13 grudnia 2010
- Élie Hoarau (wybrany z listy Frontu Lewicy), do 3 stycznia 2012
- Stéphane Le Foll (wybrany z listy PS), do 15 maja 2012
- Catherine Soullie (wybrana z listy UMP), do 23 marca 2011[6]
- Karim Zéribi (wybrany z listy PS), od 16 maja 2012 do 2 maja 2014[7]